# Zuid-Afrikaanse parlementsverkiezingen 2009

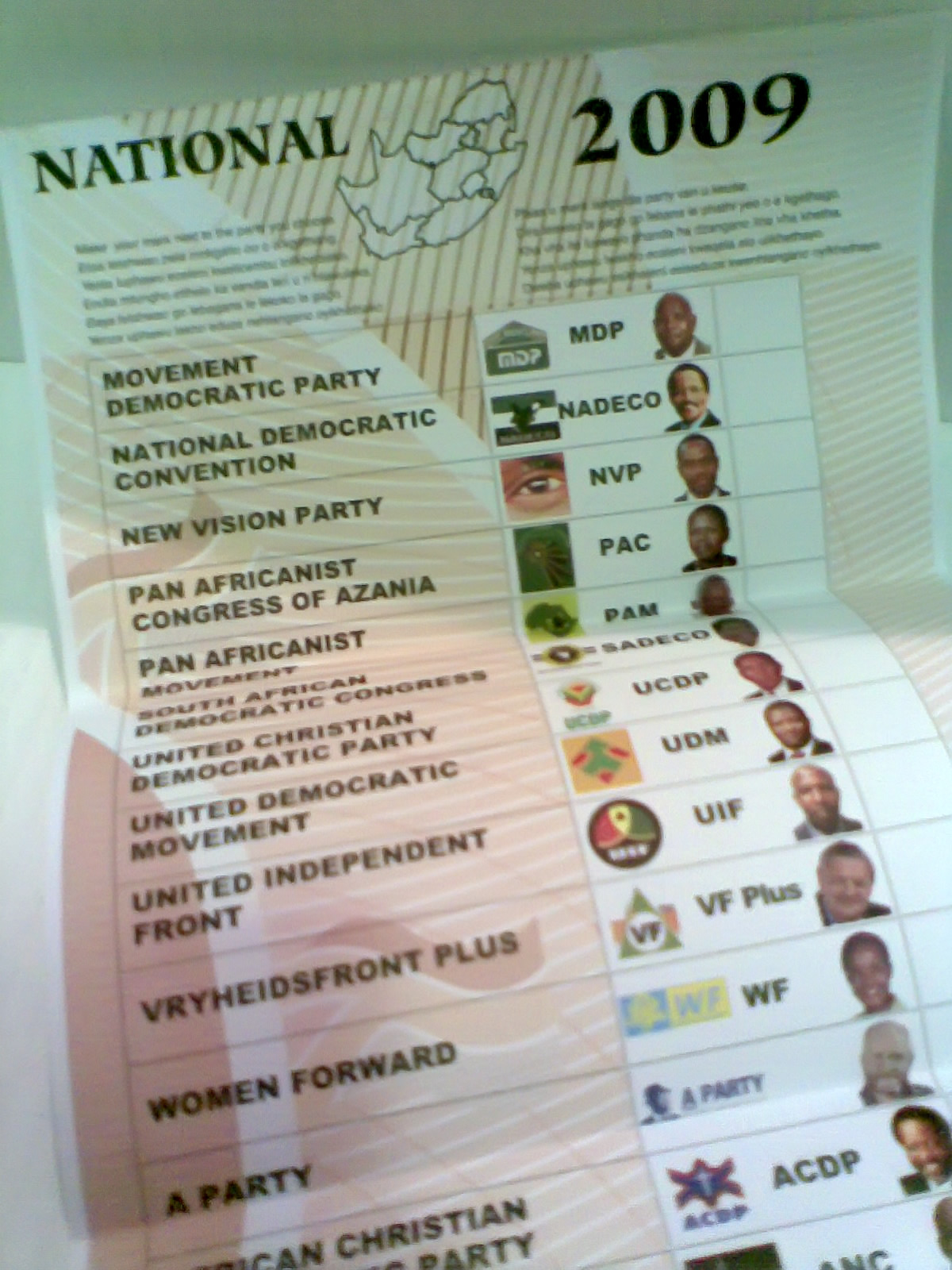
Stembiljet

De algemene verkiezingen van Zuid-Afrika voor een nieuwe Nationale Vergadering en de provinciale wetgevende macht werden op 22 april 2009 gehouden.
De Nationale vergadering bestaat uit 400 leden die door evenredige vertegenwoordiging verkozen worden en verkiest de nieuwe president van het land.
Meer dan 23 miljoen burgers hadden zich geregistreerd om te stemmen, waarvan 16.000 in het buitenland. Het Hooggerechtshof in Pretoria had namelijk op 9 februari 2009 verklaard dat alle Zuid-Afrikanen in de verkiezing mee mogen stemmen, ook diegenen die zich overzee bevonden. Dit besluit is door het Grondwettelijke Hof beaamd, toen het op 12 maart 2009 besloot dat overzeese kiezers die al geregistreerd waren ook mee mochten stemmen.
Er waren 40 partijen waaruit de kiezers hun keuze konden bepalen, waarvan er 26 op nationaal vlak meededen. De drie partijen in de hoofdrol waren het Afrikaans Nationaal Congres (ANC), onder leiding van Jacob Zuma, de Democratische Alliantie, onder leiding van Helen Zille en het Congress of the People, onder leiding van Mosiuoa Lekota.

## Uitslagen[1]
Het ANC slaagde er niet in opnieuw een tweederdemeerderheid te behalen, maar behield een comfortabele absolute meerderheid met 65,9% met 17,68 miljoen stemmen. Daarmee verviel de mogelijkheid om zonder steun van een andere partij de grondwet te wijzigen. De partij verloor aanhang in vrijwel alle provincies, behalve in KwaZulu-Natal waar de Inkatha-partij (IVP) grote verliezen moest incasseren. Het feit dat het ANC met Jacob Zuma voor het eerst een Zulu als leider had speelde daar ongetwijfeld een rol in.
De DA is de grootste oppositiepartij geworden met 16,66% van de stemmen en 67 zetels in het parlement. De partij deed het vooral erg goed in de West-Kaap waar zelfs de absolute meerderheid verkregen werd. Daarmee verloor het ANC zijn grip op deze belangrijke provincie, met name onder kiezers, veelal kleurlingen, op het platteland. De nieuwe partij Cope behaalde met 7,42% van de stemmen en 30 zetels een respectabel resultaat, maar voldeed niet aan de vaak overdreven verwachtingen. Er waren voorspellingen van 30% gemaakt. De partij werd wel de nieuwe oppositieleider in een aantal provincies, inclusief de Oost-Kaap. Daarmee kon het ANC niet langer de steun van alle zwarte kiezers, bijvoorbeeld de Xhosa, als vanzelfsprekend aannemen.

Een kaart die voor ieder kieskring in het land laat zien welke partij er de absolute meerderheid behaald heeft, of in lichtere kleuren, de grootste partij geworden is.
Afrikaans Nationaal Congres
Democratische Alliantie
Inkatha Vrijheidspartij

De IVP heeft nog 4,56% van de stemmen en daarmee 18 zetels gewonnen.
|  | Partij                                          | Leider               | Stemmen    | %      | Verandering | Zetels | Verandering |
|  | ----------------------------------------------- | -------------------- | ---------- | ------ | ----------- | ------ | ----------- |
|  | ANC                                             | Jacob Zuma           | 11 650 748 | 65,9%  | −3,79       | 264    | −15         |
|  | Democratische Alliantie (DA)                    | Helen Zille          | 2 945 829  | 16,66% | +4,29       | 67     | +17         |
|  | Congress of the People (Cope)                   | Mosiuoa Lekota       | 1 311 027  | 7,42%  | +7,42       | 30     | +30         |
|  | Inkatha Vrijheidspartij (IVP)                   | Mangosuthu Buthelezi | 804 260    | 4,55%  | −2,42       | 18     | −10         |
|  | Onafhankelijke Democraten (OD)                  | Patricia de Lille    | 162 915    | 0,92%  | −0,78       | 4      | −3          |
|  | United Democratic Movement (UDM)                | Bantu Holomisa       | 149 680    | 0,85%  | −1,43       | 4      | −5          |
|  | Vrijheidsfront Plus (VF+)                       | Pieter Mulder        | 146 796    | 0,83%  | −0,06       | 4      | -           |
|  | Afrika Christelijke Democratische Partij (ACDP) | Kenneth Meshoe       | 142 658    | 0,81%  | −0,79       | 3      | −4          |
|  | United Christian Democratic Party (UCDP)        | Lucas Mangope        | 66 086     | 0,37%  | −0,38       | 2      | −1          |
|  | Pan Africanist Congress (PAC)                   | Motsoko Pheko        | 48 530     | 0,27%  | −0,46       | 1      | −2          |
|  | Minority Front (MF)                             | Amichand Rajbansi    | 43 474     | 0,25%  | −0,1        | 1      | −1          |
|  | Azanian People's Organisation (AZAPO)           | Mosibudi Mangena     | 38 245     | 0,22%  | −0,03       | 1      | -           |
|  | African Peoples' Convention (APC)               | Themba Godi          | 35 867     | 0,20%  | +0,20       | 1      | +1          |

Andere partijen behaalden geen zetels in deze of de vorige verkiezingen. Volgens het OVK was het stemmenpercentage 77,3%.
Parlementsverkiezingen: 1910 · 1915 · 1920 · 1921 · 1924 · 1929 · 1933 · 1938 · 1943 · 1948 · 1953 · 1958 · 1961 · 1966 · 1970 · 1974 · 1977 · 1981 · 1984 · 1987 · 1989 · 1994 · 1999 · 2004 · 2009 · 2014 · 2019 · 2024

Referenda: 1960 · 1983 · 1992